# Microcoelia decaryana
Microcoelia decaryana är en orkidéart som beskrevs av Lars Jonsson. Microcoelia decaryana ingår i släktet Microcoelia och familjen orkidéer. Inga underarter finns listade i Catalogue of Life.